# Либшер, Беннинг
Беннинг Либшер — основатель и директор международного христианского движения «Jesus Culture» и пастор одноимённой церкви в г. Сакраменто, Калифорния, автор книг, спикер. Его деятельность оказала значительное влияние на то, как современные христиане воспринимают поклонение, христианское общение и ученичество.
Его жена СиДжей Либшер — сопастор церкви в Сакраменто, у них трое детей.

## Биография
Беннинг Либшер родился в баптистской семье в г. Реддинг, штат Калифония. Он пережил рождение свыше и принял водное крещение в возрасте 5 лет. Но полностью посвятил свою жизнь Богу в семнадцать лет, когда его семья стала посещать харизматическую церковь «Вефиль» (г. Реддинг, Калифорния). В течение года он учился в колледже в Коста-Меса, Калифорния. На втором курсе вернулся, чтобы пройти стажировку в «Вефиле» в девятнадцать лет. Через год его приняли на работу как помощника молодёжного пастора. Затем, в двадцать один, он стал молодёжным пастором. Также он был пастором второго курса Вефильской школы сверхъестественного служения (BSSM). Его мать, Тереза Либшер — основатель международного служения внутреннего исцеления «Вефильское созо» вместе с Донной ДеСильвой.
Он состоял в штате в церкви «Вефиль» восемнадцать лет.
В 1999 г. Беннинг Либшер провел первую молодёжную конференцию, которую назвал «Jesus Culture». Он говорит об этом так: «Я прогуливался по торговому центру „Mount Shasta“. Там был скейтерский магазин, где продавался бренд „Контр Культура“. Я увидел шляпу с названием „Контр Культура“ и подумал, что мне нравится идея вырастить поколение, противоположное культуре. Но я не хотел, чтобы они были просто против культуры. Я хотел, чтобы это была культура Иисуса. Поэтому мы назвали конференцию „Jesus Culture“». Эта конференция дала начало движению «Jesus Culture». Вместе с Беннингом Либшером его лидерами также были Крис Килала (Chris Quilala), и Ким Уолкер-Смит (Kim Walker-Smith).
В 2005 г. на ежегодной конференции «Jesus Culture» они записали первый альбом музыки поклонения «Everything». Через год был записан альбом «We Cry Out», песня «How He Loves Us» из которого сразу же набрала 250 тыс. просмотров. После этого служение «Jesus Culture» стало известно по всему миру.
В 2005 г. состоялась первая международная конференция в Англии. В 2006 г. они провели конференцию в Австралии (г. Мельбурн). С тех пор «Jesus Culture» провело множество служений в разных странах включая Германию, Францию, Венгрию, Данию, Нидерланды, Швейцарию, Ирландию, Бразилию, Колумбию, Новую Зеландию и ЮАР, где в общей сложности собрало более 90 тыс. человек.
В 2008 году «Jesus Culture» стало самостоятельным служением, все ещё оставаясь под духовным покрытием церкви «Вефиль».
В 2011 г. Либшер провел трехдневную конференцию «Awakening» в г. Чикаго (впервые на стадионе), которую посетили более 14 тыс. человек, также сотни тысяч смотрели прямую трансляцию. Многие из посетителей отметили, что пережили там особенную встречу с Богом, и она оказала на них огромное влияние.
Главные направления деятельности служения Беннинга Либшера — конференции, мероприятия, учебные заведения, лидерство и обучающие ресурсы. Это включает в себя «Campus Awakening»: служение, цель которого — помочь студентам принести пробуждение в университеты и школы через молитву и проявление силы Божьей. Для этого служение проводит конференции, встречи, предоставляет обучающие ресурсы. Ещё одним направлением служения является «Jesus Culture Emerge», предоставляющее обучающие программы, которые могут использовать пастора и лидеры церквей для проведения курсов в поместных церквях. Эти программы, составленные Беннингом Либшером, касаются основных тем христианской жизни.
В 2013 г. церковь «Вефиль» послала Беннинга Либшера в Сакраменто для открытия церкви. В 2014 г. была открыта церковь «Jesus Culture». Видение церкви: «встретиться с Богом, обрести силу стать теми, кто меняет мир, и стать лидерами своего города».
Через несколько лет открылась дочерняя церковь в г. Сан-Диего.
Беннинг Либшер уделяет церкви особое внимание, так как считает, что «поместная церковь — средство, через которое приходит пробуждение».
С 2012 года Либшер ведет «Jesus Culture Leadership Podcast» цель которого — помочь христианам стать лидерами в различных сферах жизни общества (как в церкви, так и за её пределами). В выпусках обсуждаются темы духовности, отношений, развития необходимых христианских и лидерских качеств, проблемы, с которыми встречаются лидеры и др.
Также с 2021 Беннинг Либшер ведет подкаст для пасторов, где он и ведущие пасторы обсуждают основные проблемные вопросы, с которыми встречаются пасторы сегодня.
Его жена, СиДжей, ведет подкаст для женщин «Authentic You» («Настоящая ты»)
В 2019 году Беннинг Либшер основал «Jesus Culture School of Leadership» («Школа лидерства Jesus Culture»). Видением школы является формирование лидеров в разных сферах общества и в Церкви, которые будут «духовно зрелыми, строящими здоровые отношения и эффективными».
Как автор, Либшер написал несколько книг христианской тематики, передающих основные темы его послания. Его опубликованные работы включают в себя:
"Jesus Culture: Living a Life That Transforms the World (2009, 2015), «Journey of a World Changer: 40 Days to Ignite a Life that Transforms the World» (2012), «Rooted: The Hidden Places Where God Develops You» (Укорененный: скрытые места, где Бог развивает вас) (2016), «The Three-Mile Walk: The Courage You Need to Live the Life God Wants for You» (Прогулка в три мили: мужество, необходимое, чтобы жить жизнью, которую Бог хочет для вас) (2020).
Книга «Rooted: The Hidden Places Where God Develops You», используя библейский рассказ о жизни Давида, объясняет, как Бог подготавливает людей через периоды близости с Ним, служения людям и общение с другими верующими. Либшер особо подчеркивает идентичность во Христе, как основание для эффективного служения.
Книга «The Three-Mile Walk» (2020), рассматривает историю о Ионафане, подчеркивая мужество, святость и веру, необходимые, чтобы исполнить Божье призвание.
«Jesus Culture: Living a Life That Transforms the World» посвящена новому поколению ривайвелистов и рассматривает основные качества, которыми они должны обладать: почтение к старшему поколению, откровение о Божьей любви к ним и ответная горячая любовь к Нему, жизнь молитвы в ответ на Божью благость, сверхъестественная сила Божья.
«Journey of a World Changer: 40 Days to Ignite a Life that Transforms the World» — ежедневник, предназначенный помочь ривайвелистам жить в близких отношениях с Богом и сверхъестественой силе Божьей, чтобы увидеть изменёнными города и нации.